# Sanur (Indonesië)

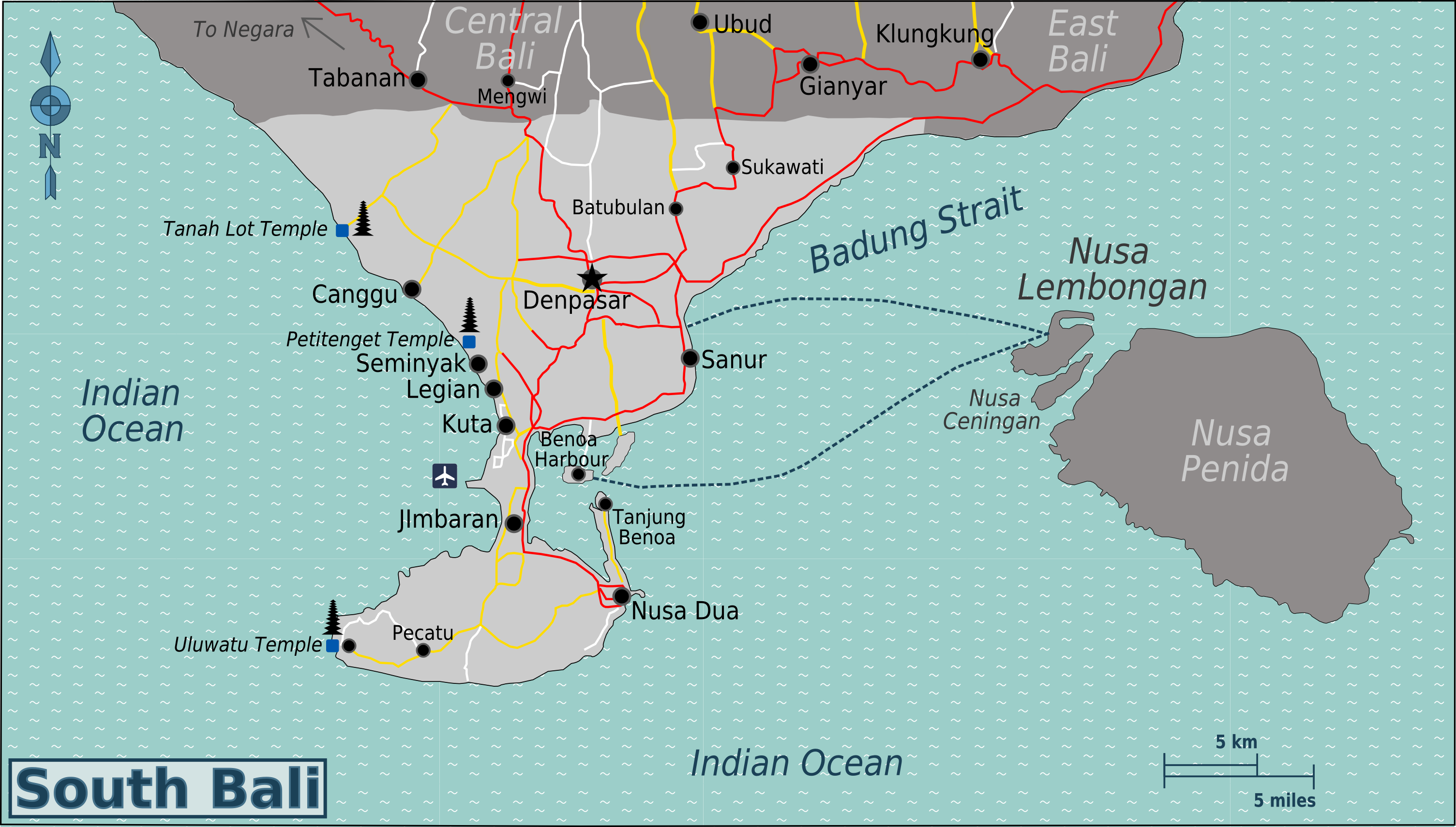
Sanoer waar de 75 km lange Ajoeng in de Straat Badoeng uitmondt.

Sanur is een bekende toeristenplaats niet ver van de hoofdstad Denpasar op Bali.

## Geschiedenis
Sanur ontstond toen bij het Inna Grand Bali Beach Hotel verscheidene schilders uit het buitenland een bungalowtje bouwden omdat het landschap er zeer pittoresk was. In de loop der jaren kwamen vele hotels zich hier vestigen. Sanur heeft echter zijn bescheidenheid behouden door het overheidsbesluit van gebouwen hoger dan een palmboom (15 meter) te verbieden. Dit besluit dateert van na de bouw van het Grand Bali Beach Hotel.

## Algemeen
De zee bij Sanur is kalm en ondiep. Bij eb worden brede stroken zanderige modder en honderden meters koraal blootgelegd. Bij vloed zijn echter alle watersporten mogelijk. Het heeft een mooi zandstrand van circa 5 km met een voetpad langs het strand met palmbomen. Daar achter bevinden zich de zeer vele soorten accommodaties zoals hotels en bungalows. Ook zijn er veel restaurants en winkels.

## Museum Le Mayeur
De enige herinnering aan de artistieke jaren van de 20ste eeuw is het huis van de Belgische schilder Adrien-Jean Le Mayeur de Merprès (1880-1958), die in 1932 naar Bali verhuisde en hier tot twee maanden voor zijn dood woonde.

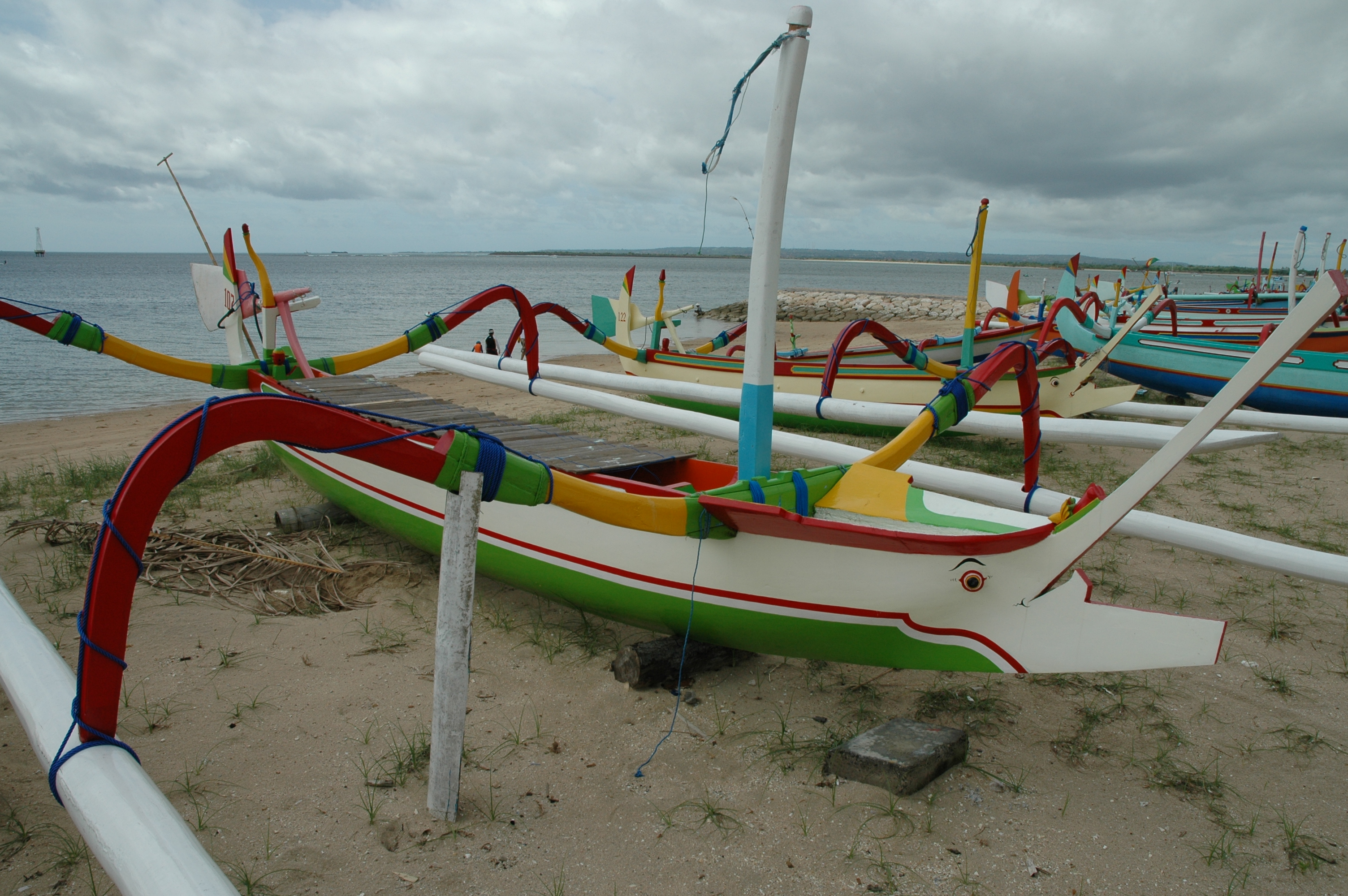
Balinese vissersboot

Op het strand liggen veel jukungs, typisch Balinese vissersboten met een driehoekig zeil.

## Overleden
- Han Peekel (13 december 2022), Nederlandse zanger, radio- en televisiemaker, schrijver en spreker